# Ladislav Dvořák (Dichter)
Ladislav Dvořák (* 1. Dezember 1920 in Krásněves; † 22. Juni 1983 in Rokycany) war ein tschechischer Dichter und Prosaschriftsteller.

## Leben
Nach dem Zweiten Weltkrieg begann er ein Studium der Bohemistik und Philosophie an der Karlsuniversität in Prag, das er jedoch nicht vollendete. Ab 1948 verdiente er sich als Arbeiter, Redakteur und Bibliothekar. 1970–1977 arbeitete er als Assistent in der Slowakischen Bibliothek in Prag. Diese Stelle verlor er nach der Unterzeichnung der Charta 77.

## Werke

### Lyrik
- Kainův útek, 1958
- Obrys bolesti, 1966
- Vynášení smrti, 1969

### Prosa
- Lednáček neodléta, 1962
- Jak skákat panáka, 1974